# Conrad Gröber

Conrad Gröber (Meßkirch, 1 de abril de 1872  – Freiburg im Breisgau, 14 de fevereiro de 1948) foi um padre católico e arcebispo de Freiburg. O historiador da resistência alemã, Joachim Fest, elenca Gröber, Clemens August Graf von Galen e Konrad von Preysing como clérigos que lideraram a Resistência Católica ao Nazismo na Alemanha.
Nasceu em Meßkirch, uma cidade rural na Alemanha, e cresceu em uma família modesta. Sua educação inicial o encaminhou para o sacerdócio, com passagens pelo Knabenkonvikt e pelo Gymnasium em Konstanz. A partir daí, ele estudou teologia, primeiro brevemente em Freiburg e depois no Germanikum em Roma.
Seus anos em Roma foram um marco em sua carreira, e ele foi ordenado sacerdote em 1897 e obteve seu doutorado em teologia em 1898. Após isso, ele ganhou experiência pastoral como vigário em Ettenheim e na paróquia St. Stephan em Karlsruhe.
Em 1922, ele se tornou o Münsterpfarrer (pároco da Catedral) em Konstanz, onde conseguiu realizar reformas necessárias na catedral. Ele também organizou o Konradsjubiläum, uma celebração do 800º aniversário da canonização de Konrad von Konstanz.
Mais tarde, em 1931, Gröber foi nomeado Bispo de Meißen, mas essa nomeação foi controversa e resultou em sua transferência de volta a Freiburg em 1932.
No início de 1943, em 18 de janeiro, já notável por ser um membro eloquente e vigoroso do episcopado, lança então o ataque mais sério contra o Movimento Litúrgico em uma longa carta dirigida aos irmãos bispos, Gröber reuniu em 17 pontos suas preocupações com respeito à Igreja. Ele criticava a teologia querigmática, o movimento de Schönstatt, mas acima de tudo o Movimento Litúrgico  envolvendo implicitamente o Cardeal Theodor Innitzer.
Nota-se que sua carreira como arcebispo de Freiburg não foi isenta de controvérsias. Ele era conhecido por suas habilidades de oratória e por suas opiniões fortes. Ele também tinha uma inclinação por entrar em confrontos e nem sempre estava disposto a seguir as ordens de seus superiores caso elas contrariassem o que era ensinado pela Sagrada Tradição e o Santo Magistério.

Conrad Gröber morreu em 1948, pouco depois de celebrar seu jubileu de ouro como sacerdote. Sua vida e legado continuam a ser de grande valia para a Igreja, sobretudo por sua postura valente e conservadora ante aos abusos litúrgicos que já ocorriam em sua época. 